# Helmuth Duckadam
Helmuth Robert Duckadam (1. dubna 1959, Semlac – 2. prosince 2024) byl rumunský fotbalista, brankář.
Proslavil se především finálovým zápasem Poháru mistrů evropských zemí roku 1986, kde v závěrečném penaltovém rozstřelu chytil čtyři penalty Barcelony (jako první gólman v historii) a zajistil Steaue Bukurešť zisk poháru, a tím pádem největší historický úspěch v dějinách klubu. V Rumunsku mu zápas přinesl přezdívku "Hrdina ze Sevilly" a toho roku i řadu ocenění: byl vyhlášen nejlepším fotbalistou Rumunska, v anketě o nejlepšího fotbalistu Evropy Zlatý míč se umístil na osmém místě.
Se Steauou též dvakrát vyhrál rumunskou ligu (1984–85, 1985–86) a jednou rumunský pohár (1984–85).
Za rumunskou fotbalovou reprezentaci odehrál 4 utkání.
Roku 2010 byl zvolen prezidentem klubu Steaua Bukurešť.